# Князев, Алексей Серапионович
Алексей Серапионович Князев (4 октября 1874 Новочеркасск — 20 февраля 1918 там же) — полковник Российской императорской армии; участник Первой мировой войны кавалер пяти орденов.

## Биография
Родился 4 октября 1874 года в Новочеркасске в семье дворянина православного вероисповедания и офицера Войска Донского. В 1893 году окончил Донской кадетский корпус. В 1895 году окончил Николаевское кавалерийское училище. Служил в 10-Й Донской кавалерийской батареи. 3 марта 1912 года получил чин хорунжего. 8 августа 1898 года получил чин сотника. 8 августа 1902 года получил чин подъесаула. 8 августа 1906 года получил чин есаула. Окончил Офицерскую артиллерийскую школу. 3 марта 1912 года получил чин войскового старшины и тогда был назначен командиром 12-й Донской казачий батареи. Участник Первой мировой войны. По состоянию на 12 января 1915 года находился в том же чине и в той же должности. 21 августа 1915 года получил чин полковника. 9 мая 1916 года был назначен Сибирского казачьего артиллерийского дивизиона. По состоянию на 1 августа 1916 года находился в том же чине и в той же должности
20 февраля 1918 года был расстрелян большевиками в Новочеркасске.

## Семья
Был женат Клавдии Пертовне, в девичестве Пимоновой. От этого брака имел сына Николая, который родился 10 января 1907 ода.

## Награды
- Орден Святого Владимира 4-й степени с мечами и бантом (10 января 1915)[1];
- Орден Святой Анны 2-й степени с мечами (26 августа 1915)[1];
- Орден Святой Анны 3-й степени (1908)[1];
- Орден Святой Анны 4-й степени (26 мая 1915)[1];
- Орден Святого Станислава 2 степени (6 мая 1913)[1].